# Giro di Svizzera 2009
Il Giro di Svizzera 2009, settantatreesima edizione della corsa, valevole come sedicesima prova del calendario mondiale UCI 2009, si svolse in nove tappe dal 13 al 21 giugno 2009 per un percorso di 1 355 km, con partenza da Mauren, in Liechtenstein, e arrivo a Berna.
Lo svizzero Fabian Cancellara della squadra Saxo Bank si aggiudicò la corsa concludendo in 33h 05' 51".

## Tappe
| Tappa  | Data      | Percorso                                         | km    | Vincitore di tappa | Leader cl. generale |
| ------ | --------- | ------------------------------------------------ | ----- | ------------------ | ------------------- |
| 1ª     | 13 giugno | Mauren (LIE) > Ruggell (LIE) (cron. individuale) | 7,8   | Fabian Cancellara  | Fabian Cancellara   |
| 2ª     | 14 giugno | Davos > Davos                                    | 150   | Bernhard Eisel     | Fabian Cancellara   |
| 3ª     | 15 giugno | Davos > Lumino                                   | 195   | Mark Cavendish     | Fabian Cancellara   |
| 4ª     | 16 giugno | Biasca > Stäfa                                   | 197   | Matti Breschel     | Tadej Valjavec      |
| 5ª     | 17 giugno | Stäfa > Serfaus (AUT)                            | 202   | Michael Albasini   | Tadej Valjavec      |
| 6ª     | 18 giugno | Oberriet > Bad Zurzach                           | 178   | Mark Cavendish     | Tadej Valjavec      |
| 7ª     | 19 giugno | Bad Zurzach > Vallorbe                           | 204   | Kim Kirchen        | Tadej Valjavec      |
| 8ª     | 20 giugno | Le Sentier > Crans-Montana                       | 182   | Tony Martin        | Tadej Valjavec      |
| 9ª     | 21 giugno | Berna (cron. individuale)                        | 39    | Fabian Cancellara  | Fabian Cancellara   |
| Totale | Totale    | Totale                                           | 1 355 |                    |                     |

## Squadre e corridori partecipanti
| N.    | Cod. | Squadra                 |
| ----- | ---- | ----------------------- |
| 1-8   | LIQ  | Liquigas                |
| 11-18 | CTT  | Cervélo TestTeam        |
| 21-28 | GCE  | Caisse d'Epargne        |
| 31-38 | QST  | Quick Step              |
| 41-48 | THR  | Team Columbia-High Road |
| 51-58 | KAT  | Team Katusha            |
| 61-68 | SAX  | Team Saxo Bank          |
| 71-78 | AST  | Astana                  |
| 81-88 | SIL  | Silence-Lotto           |
| 91-98 | RAB  | Rabobank                |

| N.      | Cod. | Squadra                |
| ------- | ---- | ---------------------- |
| 101-108 | EUS  | Euskaltel-Euskadi      |
| 111-118 | LAM  | Lampre-N.G.C.          |
| 121-128 | GRM  | Team Garmin-Slipstream |
| 131-138 | ALM  | AG2R La Mondiale       |
| 141-148 | FDJ  | Française des Jeux     |
| 151-158 | COF  | Cofidis                |
| 161-168 | MRM  | Team Milram            |
| 171-178 | BBO  | Bbox Bouygues Telecom  |
| 181-188 | FUJ  | Fuji-Servetto          |
| 191-198 | VBG  | Vorarlberg-Corratec    |

## Dettagli delle tappe

### 1ª tappa
- 13 giugno: Mauren (Liechtenstein) > Ruggell (Liechtenstein) – Cronometro individuale – 7,8 km

Risultati
| Pos. | Corridore         | Squadra     | Tempo |
| ---- | ----------------- | ----------- | ----- |
| 1    | Fabian Cancellara | Saxo Bank   | 9'21" |
| 2    | Roman Kreuziger   | Liquigas    | a 19" |
| 3    | Andreas Klöden    | Astana Team | a 22" |

| Pos. | Corridore         | Squadra     | Tempo |
| ---- | ----------------- | ----------- | ----- |
| 1    | Fabian Cancellara | Saxo Bank   | 9'21" |
| 2    | Roman Kreuziger   | Liquigas    | a 19" |
| 3    | Andreas Klöden    | Astana Team | a 22" |

### 2ª tappa
- 14 giugno: Davos > Davos – 150 km

Risultati
| Pos. | Corridore      | Squadra     | Tempo    |
| ---- | -------------- | ----------- | -------- |
| 1    | Bernhard Eisel | High Road   | 3h36'54" |
| 2    | Gerald Ciolek  | Team Milram | s.t.     |
| 3    | Óscar Freire   | Rabobank    | s.t.     |

| Pos. | Corridore         | Squadra     | Tempo    |
| ---- | ----------------- | ----------- | -------- |
| 1    | Fabian Cancellara | Saxo Bank   | 3h45'12" |
| 2    | Roman Kreuziger   | Liquigas    | a 22"    |
| 3    | Andreas Klöden    | Astana Team | a 25"    |

### 3ª tappa
- 15 giugno: Davos > Lumino – 195 km

Risultati
| Pos. | Corridore      | Squadra   | Tempo    |
| ---- | -------------- | --------- | -------- |
| 1    | Mark Cavendish | High Road | 4h39'27" |
| 2    | Óscar Freire   | Rabobank  | s.t.     |
| 3    | Thor Hushovd   | Cervélo   | s.t.     |

| Pos. | Corridore         | Squadra     | Tempo    |
| ---- | ----------------- | ----------- | -------- |
| 1    | Fabian Cancellara | Saxo Bank   | 8h25'39" |
| 2    | Roman Kreuziger   | Liquigas    | a 22"    |
| 3    | Andreas Klöden    | Astana Team | a 25"    |

### 4ª tappa
- 16 giugno: Biasca > Stäfa – 197 km

Risultati
| Pos. | Corridore        | Squadra       | Tempo    |
| ---- | ---------------- | ------------- | -------- |
| 1    | Matti Breschel   | Saxo Bank     | 3h57'03" |
| 2    | Maksim Iglinskij | Astana Team   | s.t.     |
| 3    | Tadej Valjavec   | AG2R La Mond. | s.t.     |

| Pos. | Corridore      | Squadra       | Tempo     |
| ---- | -------------- | ------------- | --------- |
| 1    | Tadej Valjavec | AG2R La Mond. | 13h27'57" |
| 2    | Andy Schleck   | Saxo Bank     | a 2"      |
| 3    | Peter Velits   | Team Milram   | a 11"     |

### 5ª tappa
- 17 giugno: Stäfa > Serfaus (Austria) – 202 km

Risultati
| Pos. | Corridore         | Squadra   | Tempo    |
| ---- | ----------------- | --------- | -------- |
| 1    | Michael Albasini  | High Road | 5h24'04" |
| 2    | Fabian Cancellara | Saxo Bank | s.t.     |
| 3    | Damiano Cunego    | Lampre    | s.t.     |

| Pos. | Corridore         | Squadra       | Tempo     |
| ---- | ----------------- | ------------- | --------- |
| 1    | Tadej Valjavec    | AG2R La Mond. | 18h52'01" |
| 2    | Oliver Zaugg      | Liquigas      | a 14"     |
| 3    | Fabian Cancellara | Saxo Bank     | a 14"     |

### 6ª tappa
- 18 giugno: Oberriet > Bad Zurzach – 178 km

Risultati
| Pos. | Corridore         | Squadra   | Tempo    |
| ---- | ----------------- | --------- | -------- |
| 1    | Mark Cavendish    | High Road | 4h18'26" |
| 2    | Óscar Freire      | Rabobank  | s.t.     |
| 3    | Francesco Gavazzi | Lampre    | s.t.     |

| Pos. | Corridore         | Squadra       | Tempo     |
| ---- | ----------------- | ------------- | --------- |
| 1    | Tadej Valjavec    | AG2R La Mond. | 23h10'27" |
| 2    | Fabian Cancellara | Saxo Bank     | a 9"      |
| 3    | Oliver Zaugg      | Liquigas      | a 14"     |

### 7ª tappa
- 19 giugno: Bad Zurzach > Vallorbe – 204 km

Risultati
| Pos. | Corridore       | Squadra     | Tempo    |
| ---- | --------------- | ----------- | -------- |
| 1    | Kim Kirchen     | High Road   | 4h56'41" |
| 2    | Roman Kreuziger | Liquigas    | a 2"     |
| 3    | Peter Velits    | Team Milram | a 7"     |

| Pos. | Corridore         | Squadra       | Tempo     |
| ---- | ----------------- | ------------- | --------- |
| 1    | Tadej Valjavec    | AG2R La Mond. | 28h07'15" |
| 2    | Fabian Cancellara | Saxo Bank     | a 9"      |
| 3    | Oliver Zaugg      | Liquigas      | a 14"     |

### 8ª tappa
- 20 giugno: Le Sentier > Crans-Montana – 182 km

Risultati
| Pos. | Corridore         | Squadra   | Tempo    |
| ---- | ----------------- | --------- | -------- |
| 1    | Tony Martin       | High Road | 4h12'31" |
| 2    | Damiano Cunego    | Lampre    | s.t.     |
| 3    | Fabian Cancellara | Saxo Bank | a 2"     |

| Pos. | Corridore         | Squadra       | Tempo     |
| ---- | ----------------- | ------------- | --------- |
| 1    | Tadej Valjavec    | AG2R La Mond. | 32h19'48" |
| 2    | Fabian Cancellara | Saxo Bank     | a 4"      |
| 3    | Roman Kreuziger   | Liquigas      | a 28"     |

### 9ª tappa
- 21 giugno: Berna – Cronometro individuale – 39 km

Risultati
| Pos. | Corridore         | Squadra   | Tempo    |
| ---- | ----------------- | --------- | -------- |
| 1    | Fabian Cancellara | Saxo Bank | 45'59"07 |
| 2    | Tony Martin       | High Road | a 1'27"  |
| 3    | Thomas Dekker     | Silence   | a 1'42"  |

| Pos. | Corridore         | Squadra   | Tempo     |
| ---- | ----------------- | --------- | --------- |
| 1    | Fabian Cancellara | Saxo Bank | 33h05'51" |
| 2    | Tony Martin       | High Road | a 2'02"   |
| 3    | Roman Kreuziger   | Liquigas  | a 2'24"   |

## Evoluzione delle classifiche
| Tappa              | Vincitore          | Classifica generale Maglia oro | Classifica a punti Maglia a pois | Classifica scalatori Maglia GPM | Classifica sprint Maglia sprint | Classifica a squadre |
| ------------------ | ------------------ | ------------------------------ | -------------------------------- | ------------------------------- | ------------------------------- | -------------------- |
| 1ª                 | Fabian Cancellara  | Fabian Cancellara              | Fabian Cancellara                | non assegnato                   | non assegnato                   | Team Saxo Bank       |
| 2ª                 | Bernhard Eisel     | Fabian Cancellara              | Fabian Cancellara                | Tony Martin                     | Fabian Cancellara               | Team Saxo Bank       |
| 3ª                 | Mark Cavendish     | Fabian Cancellara              | Óscar Freire                     | Tony Martin                     | Enrico Gasparotto               | Team Saxo Bank       |
| 4ª                 | Matti Breschel     | Tadej Valjavec                 | Óscar Freire                     | Tony Martin                     | Andy Schleck                    | Team Saxo Bank       |
| 5ª                 | Michael Albasini   | Tadej Valjavec                 | Fabian Cancellara                | Tony Martin                     | Enrico Gasparotto               | Team Saxo Bank       |
| 6ª                 | Mark Cavendish     | Tadej Valjavec                 | Mark Cavendish                   | Tony Martin                     | Enrico Gasparotto               | Team Saxo Bank       |
| 7ª                 | Kim Kirchen        | Tadej Valjavec                 | Mark Cavendish                   | Tony Martin                     | Enrico Gasparotto               | Team Saxo Bank       |
| 8ª                 | Tony Martin        | Tadej Valjavec                 | Fabian Cancellara                | Tony Martin                     | Enrico Gasparotto               | Team Saxo Bank       |
| 9ª                 | Fabian Cancellara  | Fabian Cancellara              | Fabian Cancellara                | Tony Martin                     | Enrico Gasparotto               | Team Saxo Bank       |
| Classifiche finali | Classifiche finali | Fabian Cancellara              | Fabian Cancellara                | Tony Martin                     | Enrico Gasparotto               | Team Saxo Bank       |

## Classifiche finali

### Classifica generale - Maglia oro
| Pos. | Corridore         | Squadra       | Tempo     |
| ---- | ----------------- | ------------- | --------- |
| 1    | Fabian Cancellara | SAX           | 33h05'51" |
| 2    | Tony Martin       | High Road     | a 2'02"   |
| 3    | Roman Kreuziger   | Liquigas      | a 2'24"   |
| 4    | Andreas Klöden    | Astana Team   | a 2'50"   |
| 5    | Vladimir Karpec   | Team Katusha  | a 3'18"   |
| 6    | Damiano Cunego    | Lampre        | a 3'23"   |
| 7    | Tadej Valjavec    | AG2R La Mond. | a 3'45"   |
| 8    | Rein Taaramäe     | Cofidis       | a 4'04"   |
| 9    | Kim Kirchen       | High Road     | s.t.      |
| 10   | Maxime Monfort    | High Road     | a 4'08"   |

### Classifica a punti - Maglia a pois
| Pos. | Corridore         | Squadra   | Punti |
| ---- | ----------------- | --------- | ----- |
| 1    | Fabian Cancellara | Saxo Bank | 70    |
| 2    | Mark Cavendish    | High Road | 50    |
| 3    | Óscar Freire      | Rabobank  | 50    |
| 4    | Roman Kreuziger   | Liquigas  | 50    |
| 5    | Tony Martin       | High Road | 42    |

### Classifica scalatori - Maglia GPM
| Pos. | Corridore            | Squadra    | Punti |
| ---- | -------------------- | ---------- | ----- |
| 1    | Tony Martin          | High Road  | 62    |
| 2    | Maksim Iglinskij     | Astana     | 26    |
| 3    | Silvere Ackermann    | Vorarlberg | 21    |
| 4    | Chris Anker Sørensen | Saxo Bank  | 19    |
| 5    | Pascal Hungerbühler  | Vorarlberg | 17    |

### Classifica sprint - Maglia sprint
| Pos. | Corridore         | Squadra     | Punti |
| ---- | ----------------- | ----------- | ----- |
| 1    | Enrico Gasparotto | Lampre      | 21    |
| 2    | Fabian Cancellara | Saxo Bank   | 16    |
| 3    | Andy Schleck      | Saxo Bank   | 12    |
| 4    | Marcus Burghardt  | High Road   | 10    |
| 5    | Björn Schröder    | Team Milram | 9     |

### Classifica squadre
| Pos. | Squadra                 | Tempo     |
| ---- | ----------------------- | --------- |
| 1    | Team Saxo Bank          | 99h23'58" |
| 2    | Team Columbia-High Road | a 2'03"   |
| 3    | Liquigas                | a 11'03"  |
| 4    | Caisse d'Epargne        | a 15'24"  |
| 5    | Fuji-Servetto           | a 15'41"  |

## Punteggi UCI
| Pos. | Corridore          | Squadra       | Punti |
| ---- | ------------------ | ------------- | ----- |
| 1    | Fabian Cancellara  | Saxo Bank     | 118   |
| 2    | Tony Martin        | High Road     | 91    |
| 3    | Roman Kreuziger    | Liquigas      | 78    |
| 4    | Andreas Klöden     | Astana Team   | 62    |
| 5    | Vladimir Karpec    | Team Katusha  | 51    |
| 6    | Damiano Cunego     | Lampre        | 46    |
| 7    | Tadej Valjavec     | AG2R La Mond. | 33    |
| 8    | Rein Taaramäe      | Cofidis       | 20    |
| 9    | Kim Kirchen        | High Road     | 17    |
| 10   | Mark Cavendish     | High Road     | 12    |
| 11   | Óscar Freire       | Rabobank      | 10    |
| 12   | Bernhard Eisel     | High Road     | 6     |
| 13   | Michael Albasini   | High Road     | 6     |
| 14   | Matti Breschel     | Saxo Bank     | 6     |
| 15   | Maxime Monfort     | High Road     | 4     |
| 16   | Gerald Ciolek      | Team Milram   | 4     |
| 17   | Maksim Iglinskij   | Astana Team   | 4     |
| 18   | Francesco Gavazzi  | Lampre        | 4     |
| 19   | Thor Hushovd       | Cervélo       | 3     |
| 20   | Oliver Zaugg       | Liquigas      | 3     |
| 21   | Peter Velits       | Team Milram   | 3     |
| 22   | Thomas Dekker      | Silence       | 2     |
| 23   | José Joaquín Rojas | GCE           | 2     |
| 24   | George Hincapie    | High Road     | 1     |
| 25   | Jürgen Roelandts   | Silence       | 1     |
| 26   | Eros Capecchi      | Fuji-Servetto | 1     |
| 27   | Marcus Burghardt   | High Road     | 1     |
| 28   | Sylvain Chavanel   | Quick Step    | 1     |

| Pos. | Squadra                 | Punti |
| ---- | ----------------------- | ----- |
| 1    | Team Columbia-High Road | 130   |
| 2    | Team Saxo Bank          | 124   |
| 3    | Liquigas                | 81    |
| 4    | Astana Team             | 66    |
| 5    | Team Katusha            | 51    |
| 6    | Lampre-N.G.C.           | 50    |
| 7    | AG2R La Mondiale        | 33    |
| 8    | Cofidis                 | 20    |
| 9    | Rabobank                | 10    |
| 10   | Team Milram             | 7     |
| 11   | Silence-Lotto           | 3     |
| 12   | Cervélo Test Team       | 3     |
| 13   | Caisse d'Epargne        | 2     |
| 14   | Quick Step              | 1     |
| 15   | Fuji-Servetto           | 1     |

| Pos. | Nazione     | Punti |
| ---- | ----------- | ----- |
| 1    | Germania    | 158   |
| 2    | Svizzera    | 127   |
| 3    | Rep. Ceca   | 78    |
| 4    | Russia      | 51    |
| 5    | Italia      | 51    |
| 6    | Slovenia    | 33    |
| 7    | Estonia     | 20    |
| 8    | Lussemburgo | 17    |
| 9    | Regno Unito | 12    |
| 10   | Spagna      | 12    |
| 11   | Austria     | 6     |
| 12   | Danimarca   | 6     |
| 13   | Belgio      | 4     |
| 14   | Kazakistan  | 4     |
| 15   | Norvegia    | 3     |
| 16   | Slovacchia  | 3     |
| 17   | Paesi Bassi | 2     |
| 18   | Stati Uniti | 1     |
| 19   | Francia     | 1     |